# Карой Барта (плавець)
Карой Барта (угор. Károly Bartha, 4 листопада 1907 — 4 лютого 1991) — угорський плавець.
Призер Олімпійських Ігор 1924 року.
Призер Чемпіонату Європи з водних видів спорту 1926 року.